# Gleby wapniowcowe o różnym stopniu rozwoju

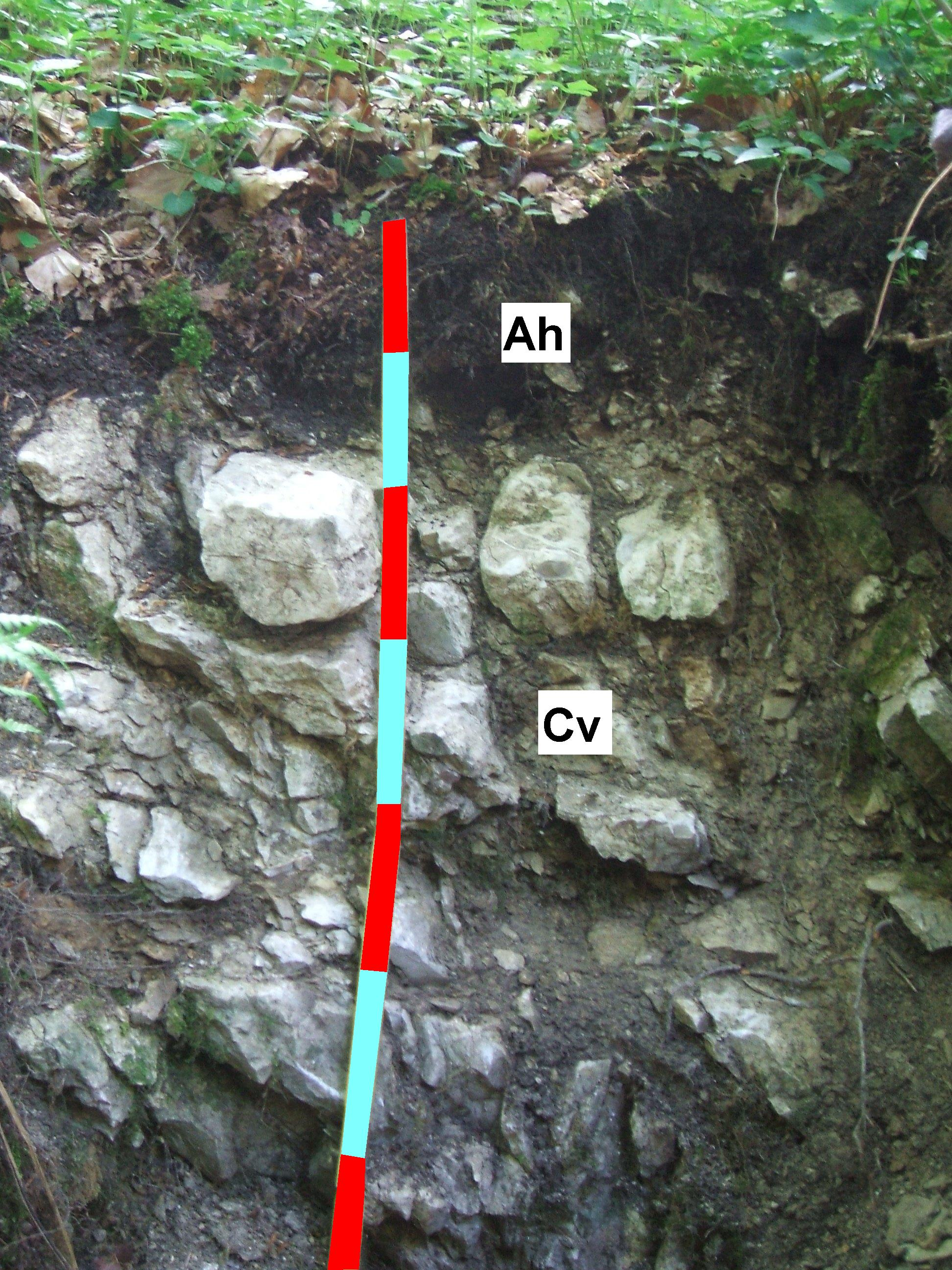
Rędzina z Lasu Teutoburskiego

Gleby wapniowcowe o różnym stopniu rozwoju – gleby wytworzone ze skał zasobnych w węglany lub siarczany, zarówno w początkowej fazie rozwoju, jak i dobrze wykształcone.
Jest to jeden z dwóch rzędów gleb w obrębie działu gleb litogenicznych – jednostek systematycznych w IV wydaniu systematyki gleb Polski z 1989 r., które obowiązywało do 2011 r. Rzędy obejmują gleby podobne pod względem ekologicznym i kierunku rozwoju, lecz mogących się różnić pod względem morfologii (wyglądu profilu glebowego).
Dział I Gleby litogeniczne:
- Rząd IB. gleby wapniowcowe o różnym stopniu rozwoju

- Typ IB1. Rędziny

a) rędziny inicjalne: ACca-Cca, b) rędziny właściwe: ACca-Cca, c) rędziny czarnoziemne: A-Cca, d) rędziny brunatne: A-Bbr-Cca, e) rędziny próchniczne górskie: O-A-Cca, f) rędziny butwinowe górskie: O-ACca-Cca
- Typ IB2. Pararędziny

a) pararędziny inicjalne: ACca-Cca, b) pararędziny właściwe: ACca-Cca, c) pararędziny brunatne: A-BbrCca-Cca
Gleby wapniowcowe o różnym stopniu rozwoju powstają ze skał węglanowych (wapieni, margli, dolomitów), siarczanowych (gipsy) lub ze skał klastycznych zasobnych w węglan wapnia. Ilość węglanów w poszczególnych poziomach gleby może być bardzo różna. Właściwości biologiczne, fizyczne i chemiczne gleb wapniowcowych mogą być różne i zależą przede wszystkim od zasobności w wapń i magnez, jednak najczęściej kompleks sorpcyjny jest w pełni wysycony jonami zasadowymi. Próchnica ma zazwyczaj typ mull kalcimorficzny albo mull-moder kalcimorficzny. Procesy mineralizacji materii organicznej przebiegają powoli, powszechne są trwałe kompleksy organiczno-mineralne.